# Podregion Pohjois-Satakunta
Podregion Pohjois-Satakunta (fiń. Pohjois-Satakunnan seutukunta) – podregion w Finlandii, w regionie Satakunta.
W skład podregionu wchodzą gminy:
- Jämijärvi,
- Kankaanpää,
- Karvia,
- Siikainen.

W skład podregionu wchodziły gminy:
- Honkajoki (1 stycznia 2021 włączona do gminy Kankaanpää),
- Kiikoinen (1 stycznia 2013 włączona do gminy Sastamala),
- Lavia (1 stycznia 2015 włączona do gminy Pori)[3].